# Юджин (аэропорт)
Аэропорт Юджин (англ. Eugene Airport, так же известен под названием Mahlon Sweet Field) — аэропорт расположенный в 11 километрах от города Юджин — административного центра округа Лейн в штате Орегон, США.

## История
В 1918 году Махлон Свит (Mahlon Sweet), увлекающийся авиацией владелец автосалона в Юджине стал агитировать организовать взлётно-посадочную полосу, после того, как первый самолёт совершил посадку на одно из свободных полей в окрестностях Юджина. Через год в Юджине создали лётное поле. К 1939 потребовалось расширение и в 1943 был построен аэропорт, где помимо военных самолётов началось обслуживание авиакомпании United Airline. Постепенно аэропорт расширялся, строились новые терминалы, приходили новые авиаперевозчики и в 1990 году аэропорт сменил название с Mahlon Sweet Field на Аэропорт Юджин.
В 2018 году в аэропорту запланировали добавить 5 стоянок для воздушных судов.

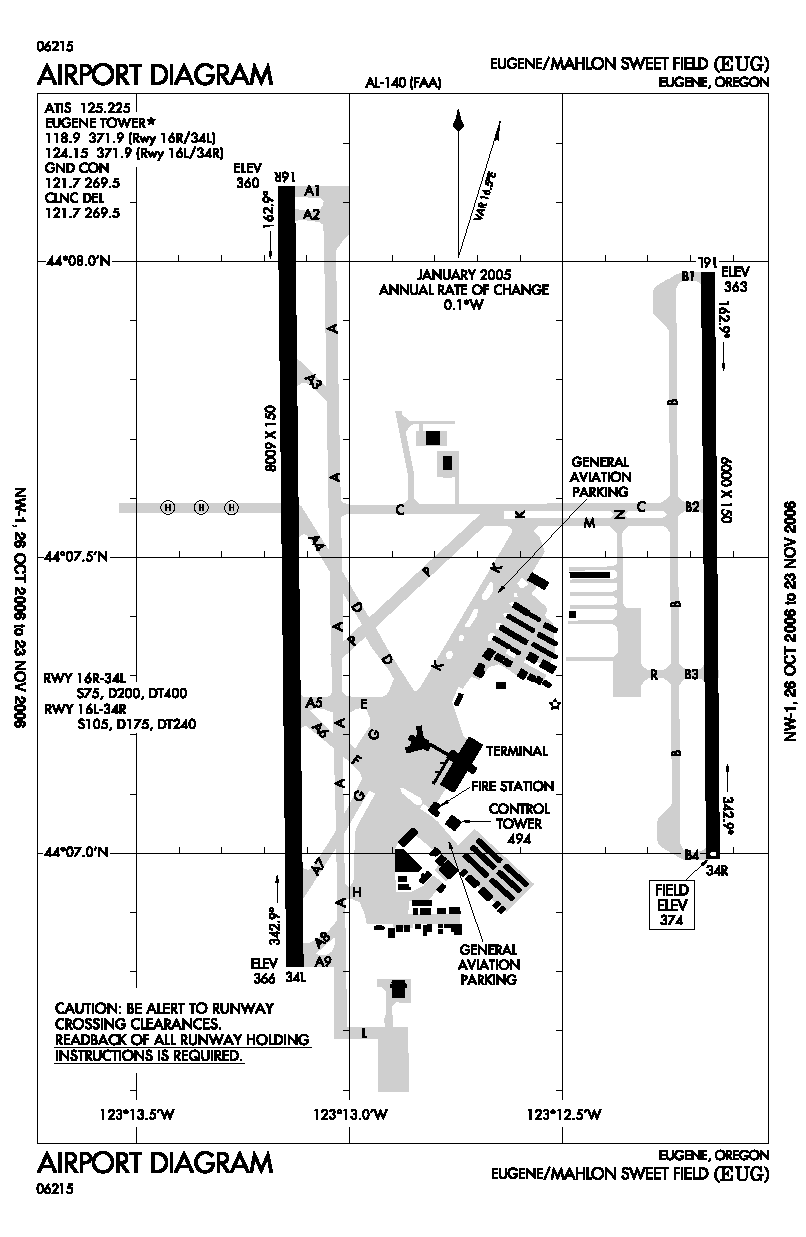
Схема аэропорта (FAA)

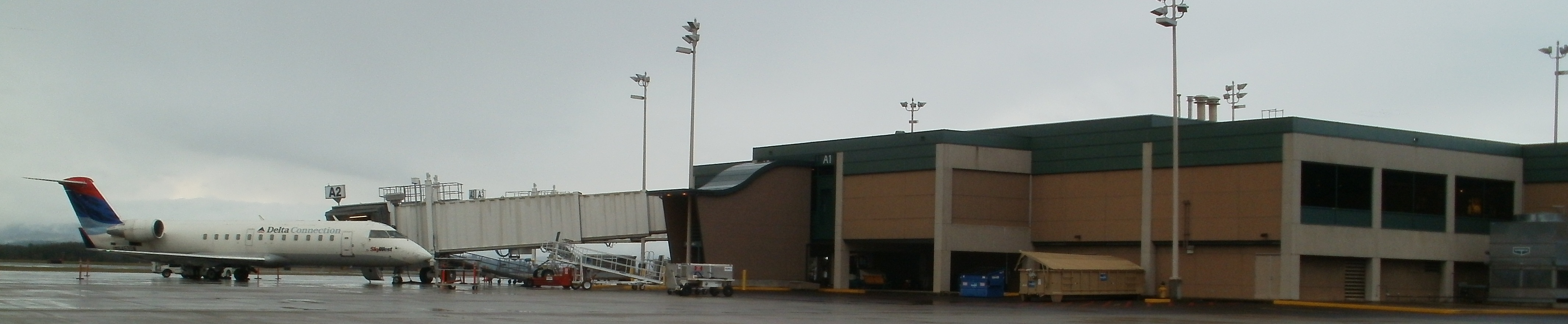
Выход на посадку в пассажирском терминале (ноябрь 2010)

## Статистика
В 2019 году аэропорт обслужил 1218104 пассажира. Из них три четверти на рейсах трёх авиакомпаний: United Airlines, Alaska Airlines и Delta Airlines.

### Пассажиропоток
| Год  | Пассажиропоток |
| ---- | -------------- |
| 2010 | 754 867        |
| 2011 | 797 178        |
| 2012 | 826 517        |
| 2013 | 880 257        |
| 2014 | 892 873        |
| 2015 | 909 121        |
| 2016 | 984 175        |
| 2017 | 1 078 504      |
| 2018 | 1 168 110      |
| 2019 | 1 218 104      |